# Западная лопатоносая змея
Западная лопатоносая змея (лат. Chionactis occipitalis) — вид змей из семейства ужеобразных.
Общая длина колеблется от 25 до 42 см, обычно 40 см. Голова уплощённая, морда имеет лопатообразную форму, приспособленную для рытья. Туловище стройное с гладкой и блестящей чешуёй. Окраска кремового цвета с узкими чёрными поперечными полосами на спине, иногда между ними бывают красные полосы.
Любит пустыни, высохшие устья рек, дюны, песок. На поверхности появляется только ночью. Встречается на высоте до 1600 метров над уровнем моря. Питается насекомыми и другими беспозвоночными, в частности скорпионами.
Яйцекладущая змея. Самки откладывают от 4 до 9 яиц.
Обитает на юго-западе США (штаты Калифорния, Невада, Аризона) и севере Мексики (штаты Нижняя Калифорния, Сонора).